# Gamalero
Gamalero (Gamaleri in piemontese) è un comune italiano di 794 abitanti della provincia di Alessandria, in Piemonte.

## Storia

Stemma civico aulico precedentemente in uso

### Origini
L'origine del nome Gamalero è molto incerta; probabilmente è passato da un originario Scamilaria a Camilaria, Gamelerium, Gamalerio.
Si ignora anche l'etimologia del nome; l'ipotesi più convincente è quella che riporta il nome al concetto di "gobba"; infatti Gamalero è situato su due colline ravvicinate. Alla data della conquista romana 109 a.C. doveva già esserci un insediamento di avvistamento per difendere la strada per Acqui Terme. La prima notizia verificabile si trova in un diploma di Ottone I di Sassonia, dato nel 967, con il quale si confermano ad Aleramo del Monferrato dei feudi "in comitatu aquensi".
Nel 978 il paese passa a Benedetto vescovo di Acqui ed entra a far parte della sua diocesi. Sebbene la diocesi di Acqui Terme venne smembrata per creare quella di Alessandria, pare che Gamalero sia rimasto, come pieve, sotto Acqui Terme fino al 1405.

### XIII secolo
Anche sottoposto all'autorità dei vescovi di Acqui Terme, Gamalero, come "comunità", seguì le sorti di Alessandria, a causa della sua collocazione limitrofa. Dal punto di vita storico esistono pochi riferimenti cronachistici su Gamalero, a dimostrazione della povertà e della scarsa importanza dell'insediamento, costituito da poche e rare cascine tra la regione "La Rocca" e San Lorenzo. Nel 1240 Federico II di Svevia tolse la sua giurisdizione ad Alessandria per infeudarlo ai marchesi di Occimiano.

### XIV secolo
Nel 1315 i ghibellini, alleati di Marco Visconti, signore di Milano, si impossessarono di Alessandria conquistando anche Gamalero, che venne a far parte del Ducato di Milano.

### XV secolo
Nel 1403 il paese tornò ai guelfi e venne incendiato dai ghibellini di Facino Cane. Il 28 maggio 1438 Filippo Maria Visconti infeudò Gamalero a Simonino Ghilini, suo segretario, concedendogli i diritti su tutte le tasse, la gabella del sale ed i pedaggi per il transito di merci. Nel 1447, data della morte di Filippo Maria Visconti, il quale non lasciò eredi legittimi, Francesco Sforza, figlio naturale di Muzio Attendolo Sforza, Conte di Cotignola, sposò la sua unica figlia naturale, Bianca Maria e, presi accordi con Guglielmo VIII del Monferrato, ottenne il Ducato di Milano concedendo a quest'ultimo la signoria di Alessandria comprendente, tra gli altri, anche il luogo di Gamalero.
Il tentativo dello Sforza di riprendersi le terre concesse condusse i due contendenti a misurarsi, nel 1450, sul piano bellico. Nel 1462 Gamalero venne infeudato ai fratelli di Simonino, Giovanni e Giuliano Ghilini. Due anni dopo Francesco Sforza, poiché i fratelli Ghilini erano passati dalla parte dei Monferrato, infeudò il paese a Gentile Simonetta. Nel 1477 Gian Galeazzo Sforza riconferma i diritti su Gamalero a Pietro Francesco e Chichino Simonetta.
Nel 1480 il feudo ritornò a disposizione della Camera Ducale.
Nel 1498 Ludovico il Moro dopo aver confermato la Signoria di Brignano Gera d'Adda, donò i feudi di Gamalero (Gamalerio) e la Sforzesca di Vigevano, infeudandone il Consigliere Ducale (dal 1484), Francesco Bernardino Visconti (+1504), già Capitano di Cavalleria. Nel 1504, il Duca, unisce Gamalero al feudo di Sezzadio a favore di Francesco Bernardino Visconti che era sposato con Maddalena Pallavicino dei Marchesi dello Stato Pallavicino. Nel 1505 anche il feudo di Gamalero, passò al figlio Bernabò.

### XVI secolo
Nel 1551 il feudo passò al figlio di Bernabò, Ottone. Nel 1575 venne fondata la parrocchia di San Lorenzo e nel 1593, alla morte di Ottone Visconti, il feudo andò in successione ai suoi dodici figli.

### XVII secolo
Nel 1621 il feudo era diviso solo più tra i due fratelli Bartolomeo ed Ottavio. Nel 1625 successe a Bartolomeo il figlio Alberto, il quale lo assegnò, nel 1673, in eredità, ai tre figli Bartolomeo Maria, Ottavio e Marcantonio. Nel 1693 quest'ultimo rimase l'unico feudatario.

### XVIII secolo
Nel 1707 Gamalero, seguendo le sorti di Alessandria, entrò a far parte dello Stato Sabaudo e, nel 1717, alla morte di Marcantonio Visconti, ritornò al Regio Patrimonio. Con declaratoria della Camera dei Conti del 21 settembre 1721 il feudo venne posto in vendita ed il 6 aprile 1726 acquistato, insieme al feudo di Sezzadio, per 32.000 lire piemontesi dal marchese Tommaso Ghilini con diritto di trasmissione ai suoi eredi maschi.
Solo nel 1748 l'Intendente Generale della provincia di Alessandria emanò il Regolamento per la Comunità di Gamalero, diviso in sette parti riguardanti: il Consiglio, il Tanteo, le Spese ed i Mandati, i Vacati, le Liti, gli Esattori ed il Cancelliere. Nel 1745 il feudatario Tommaso Ghilini approvò i primi Bandi campestri articolati in 149 capitoli.
Nel 1776 al figlio di Tommaso, Vittorio Amedeo, feudatario di Gamalero dal 1752, successe il figlio di quest'ultimo Ambrogio Maria Ghilini sotto la tutela, in quanto minore, della madre Gabriella Dal Pozzo della Cisterna.
Questi fu l'ultimo feudatario e, con l'abolizione dell'Antico Regime, vendette il castello, l'ultimo emblema dei diritti feudali, nel 1802, a due contadini possidenti, Giangiacomo Mascherpa e Carl'Antonio Piccino, i quali lo smantellarono per riutilizzarne i materiali.
Il marchese Ambrogio Maria Ghilini morì nel 1832.

### Simboli
Nello stemma del comune di Gamalero, concesso con decreto del Presidente della Repubblica del 9 ottobre 2002, è raffigurato il castello detto Castelmerlino.
Precedentemente lo stemma era stato concesso con il regio decreto del 30 marzo 1931 ed era blasonato: d'azzurro, al castello d'argento, torricellato di due pezzi, merlati alla ghibellina, fondato su tre colli ristretti ed accompagnato in capo da una stella d'oro.

## Società

### Evoluzione demografica
Negli ultimi cento anni, a partire dal 1921, la popolazione residente è dimezzata.
Abitanti censiti

## Cultura

### Eventi
- Festival Letterario di San Lorenzo, a cura degli "Amici del Festival letterario di San Lorenzo", Comune e Pro loco. Luglio, agosto, settembre.[7]
- Sagra dell'agnolotto al sugo di cinghiale: a cura di Comune e Pro loco, il 10 agosto, giorno di san Lorenzo.

## Amministrazione
Di seguito è presentata una tabella relativa alle amministrazioni che si sono succedute in questo comune.
| Periodo           | Periodo           | Primo cittadino     | Partito                          | Carica  | Note  |
| ----------------- | ----------------- | ------------------- | -------------------------------- | ------- | ----- |
| 29 giugno 1988    | 7 giugno 1993     | Giuseppe Fornaro    | Democrazia Cristiana             | Sindaco | [ 8 ] |
| 7 giugno 1993     | 23 marzo 1995     | Giuseppe Fornaro    | Democrazia Cristiana             | Sindaco | [ 8 ] |
| 20 novembre 1995  | 17 aprile 2000    | Andrea Guazzone     | centro-sinistra                  | Sindaco | [ 8 ] |
| 17 aprile 2000    | 5 aprile 2005     | Andrea Guazzone     | lista civica                     | Sindaco | [ 8 ] |
| 5 aprile 2005     | 30 marzo 2010     | Nadia Taverna       | lista civica                     | Sindaco | [ 8 ] |
| 30 marzo 2010     | 31 maggio 2015    | Nadia Taverna       | lista civica: progredire insieme | Sindaco | [ 8 ] |
| 31 maggio 2015    | 20 settembre 2020 | Andrea Guazzone     | lista civica: Gamalero rinasce   | Sindaco | [ 8 ] |
| 20 settembre 2020 | In carica         | Gian Pietro Ferasin | lista civica: Un comune amico    | Sindaco |       |

## Galleria d'immagini

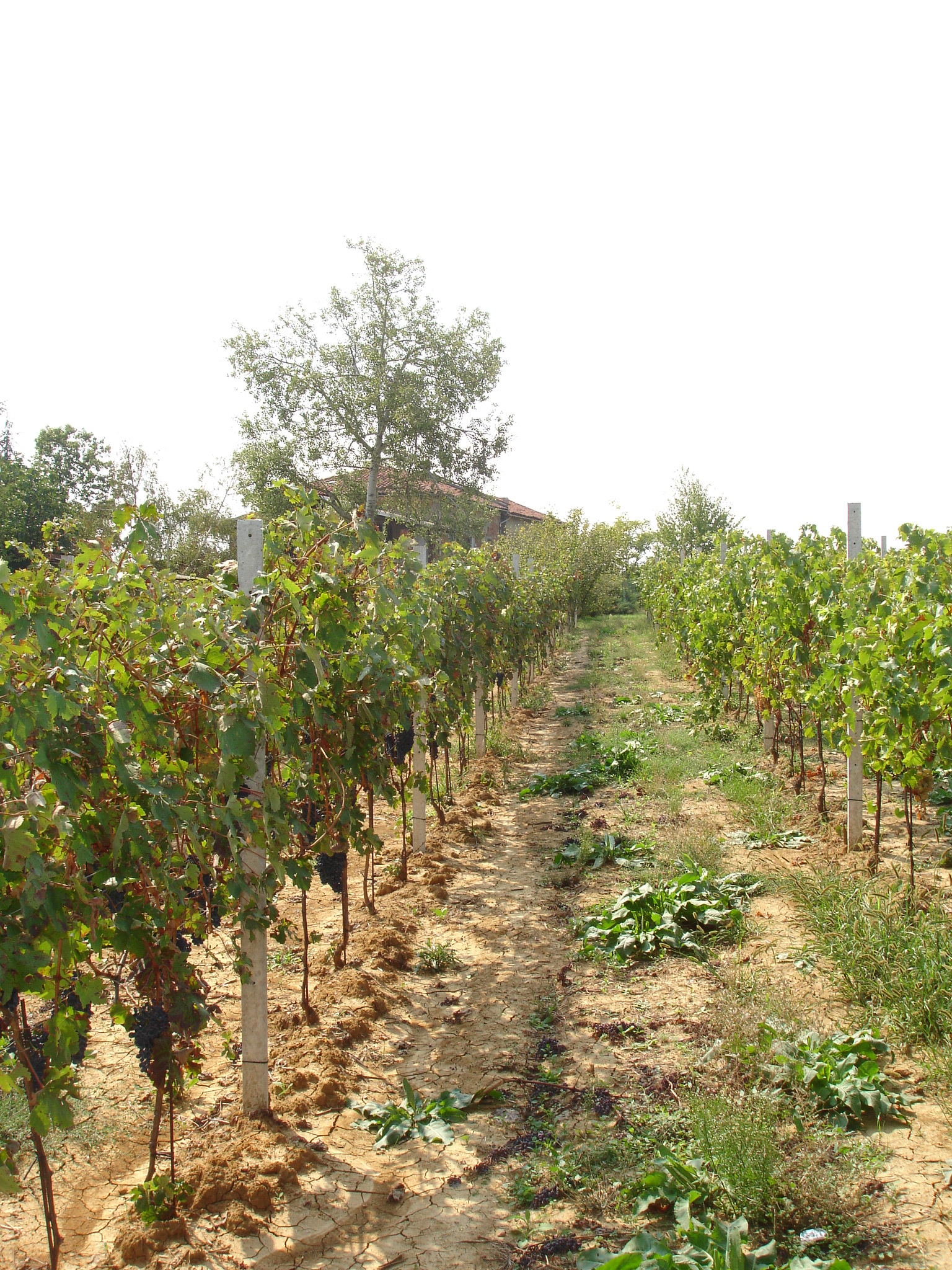
San Rocco di Gamalero (AL). La Vigna del Sole.
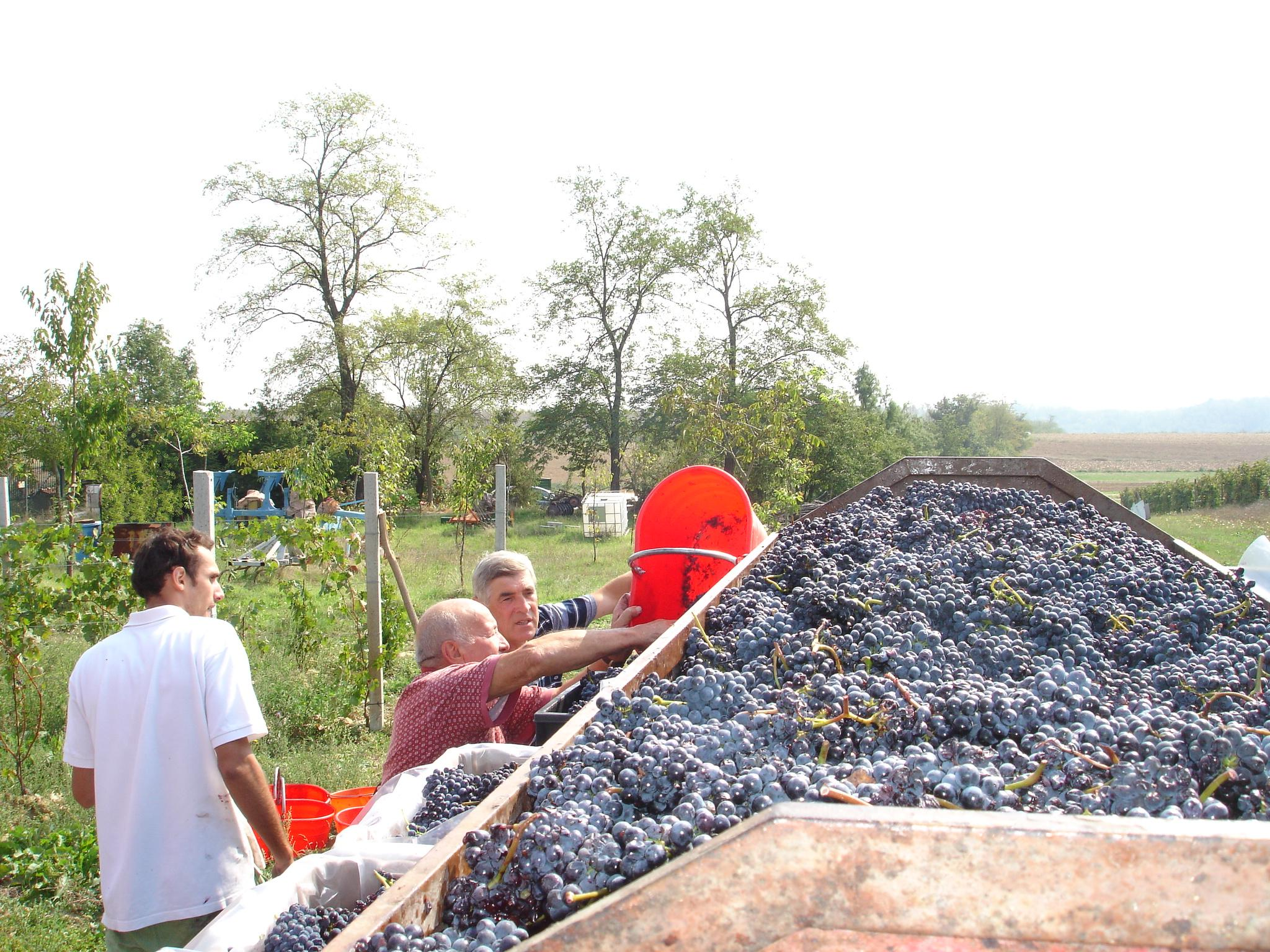
San Rocco di Gamalero (AL). L'abbondante vendemmia di Barbera DOC del 2007.